# Ossegempark
Het Ossegempark (Frans: Parc d'Osseghem) is een park en natuurgebied gelegen in Laken, deelgemeente van de Belgische stad Brussel. Het is gelegen nabij het Atomium en wordt beheerd door de stad Brussel. 
Landschapsarchitect Jules Buyssens (1872 - 1958) legde het park aan in Engelse stijl in 1932 naar aanleiding van de Wereldtentoonstelling van 1935 op de plaats van een oude steengroeve. Sinds 1975 is het een beschermd park. In het park zijn verschillende opvallende elementen terug te vinden zoals oude bomen, een beukendreef, een grote vijver en het Groentheater.
Het Ossegempark heeft vijf ingangen, gelegen bij de volgende straten: 
- Oud Brussellaan
- Eeuwfeestlaan
- Atomiumlaan
- Dikkelindenlaan
- Madridlaan

## Bedreiging door festivals
Landschapsdeskundigen wijzen op de nefaste effecten van de festivals zoals CORE, Couleur Café en Brosella die in het Ossegempark worden georganiseerd, met de vraag om geschiktere locaties op te zoeken.